# Hongrie aux Jeux olympiques de 1912
La Hongrie aux Jeux olympiques de 1912 participe à ses 5e Jeux olympiques.

## Bilan global
La participation des athlètes hongrois aux Jeux olympiques de 1912, à Stockholm, est la cinquième dans cette compétition. Bien que la Hongrie fasse partie de l'Autriche-Hongrie en 1912, les résultats des compétiteurs hongrois sont séparés de ceux des Autrichiens et des Tchèques. Avec huit médailles dont trois en or, la Hongrie s’est classée à la neuvième place, au tableau des médailles. La délégation magyare s’est particulièrement illustrée en Escrime (quatre médailles) où ses sabreurs ont réalisé le triplé dans l’épreuve individuelle.

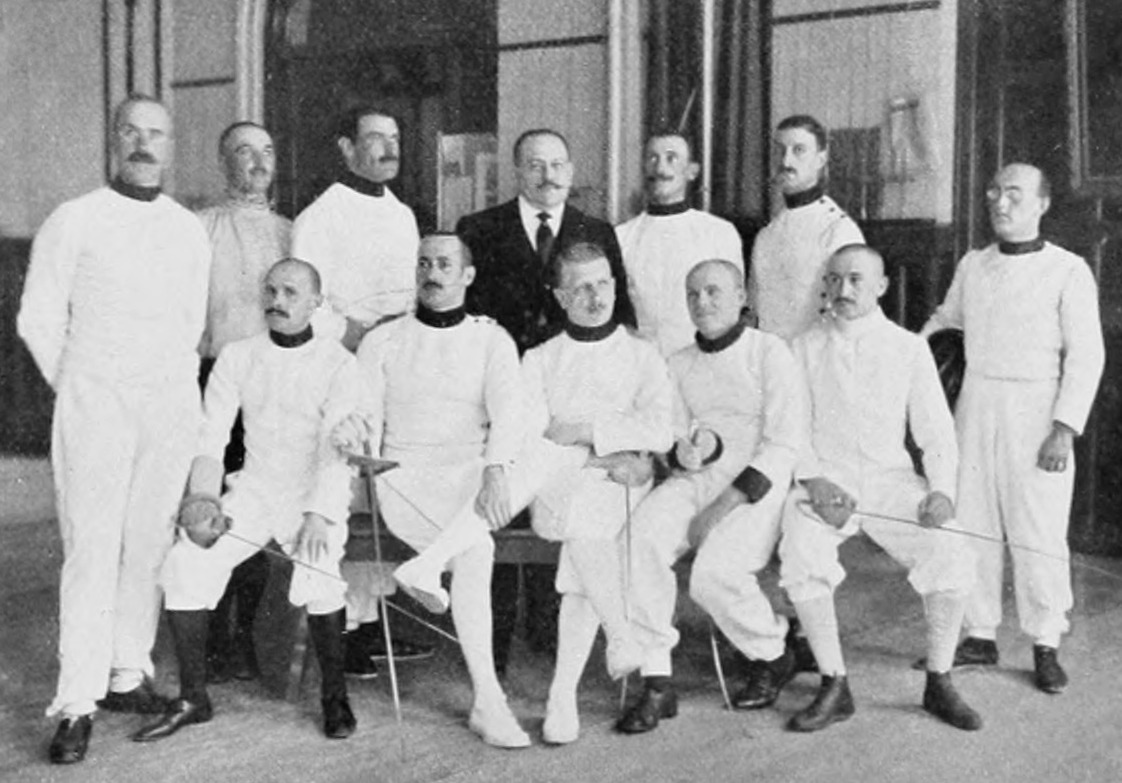
Equipe olympique de sabre.

| Sport       | Médaille d'or, Jeux olympiques | Médaille d'argent, Jeux olympiques | Médaille de bronze, Jeux olympiques | Total |
| Athlétisme  | 0                              | 0                                  | 1                                   | 1     |
| Gymnastique | 0                              | 1                                  | 0                                   | 1     |
| Escrime     | 2                              | 1                                  | 1                                   | 4     |
| Lutte       | 0                              | 0                                  | 1                                   | 1     |
| Tir         | 1                              | 0                                  | 0                                   | 1     |
|             | 3                              | 2                                  | 3                                   | 8     |

## Liste des médaillés

### Médailles d'or
| Sport                                          | Discipline | Sportifs |
| Médailles d’or 3                               | |          |
| Escrime                                        | |          |
| Sabre individuel                               | Jenő Fuchs |          |
| Sabre par équipes                              | Jenő Fuchs, László Berti, Ervin Mészáros Dezső Földes, Oszkár Gerde, Zoltán Schenker Péter Tóth, Lajos Werkner |          |
| Tir                                            | |          |
| Carabine d'ordonnance à 300 m, trois positions | Sándor Prokopp                                                                                                 |          |

### Médailles d'argent
| Sport                | Discipline | Sportifs |
| Médailles d’argent 2 | |          |
| Gymnastique          | |          |
| Concours par équipes | József Bittenbinder, Imre Erdődy, Samu Fóti Imre Gellért, Győző Haberfeld, Ottó Hellmich István Herczeg, József Keresztessy, Lajos Kmetykó János Krizmanich, Elemér Pászti, Árpád Pédery Jenõ Rittich, Ferenc Szüts, Ödön Téry, Géza Tuli |          |
| Escrime              | |          |
| Sabre individuel     | Béla Békessy |          |

### Médailles de bronze
| Sport                 | Discipline     | Sportifs |
| Médailles de bronze 3 |                |          |
| Athlétisme            |                |          |
| Lancer du javelot     | Mór Kóczán     |          |
| Escrime               |                |          |
| Sabre individuel      | Ervin Mészáros |          |
| Lutte                 |                |          |
| Poids mi-lourds       | Béla Varga     |          |

### Sources
- (fr) Hongrie sur le site du Comité international olympique
- (en) Bilan complet sur le site olympedia.org